# Ганс-Дітер Бойтель
Ганс-Дітер Бойтель (нім. Hans-Dieter Beutel; нар. 12 червня 1962) — колишній німецький тенісист.
Найвищу одиночну позицію світового рейтингу — 101 місце досяг 21 листопада 1983, парну — 110 місце — 3 січня 1983 року.
Найвищим досягненням на турнірах Великого шолома було 2 коло в одиночному розряді.

## Фінали Гран-прі за кар'єру

### Одиночний розряд: 1 (0–1)
| Результат | W-L | Дата     | Турнір                                              | Покриття | Суперник  | Рахунок       |
| --------- | --- | -------- | --------------------------------------------------- | -------- | --------- | ------------- |
| Поразка   | 0–1 | Жов 1983 | Кельн, Федеративна Республіка Німеччина (1949—1990) | Килим    | Метт Дойл | 6–1, 1–6, 2–6 |

### Парний розряд: 1 (0–1)
| Результат | W-L | Дата     | Турнір                                              | Покриття | Партнер      | Суперники                        | Рахунок       |
| --------- | --- | -------- | --------------------------------------------------- | -------- | ------------ | -------------------------------- | ------------- |
| Поразка   | 0–1 | Жов 1982 | Кельн, Федеративна Республіка Німеччина (1949—1990) | Тверде   | Хрістоф Ціпф | Хосе Луїс Даміані Карлус Кірмайр | 2–6, 6–3, 5–7 |

## Титули на челленджерах

### Одиночний розряд: (2)
| Ранг | Рік  | Турнір                      | Покриття | Суперник     | Рахунок       |
| ---- | ---- | --------------------------- | -------- | ------------ | ------------- |
| 1.   | 1983 | Дортмунд, Західна Німеччина | Ґрунт    | Жером Ваньє  | 6–7, 6–3, 6–4 |
| 2.   | 1988 | Фюрт, Західна Німеччина     | Ґрунт    | Ріхард Вогел | 1–6, 6–3, 6–4 |

### Парний розряд: (1)
| Ранг | Рік  | Турнір                        | Покриття | Партнер      | Суперники            | Рахунок  |
| ---- | ---- | ----------------------------- | -------- | ------------ | -------------------- | -------- |
| 1.   | 1984 | Нойнкірхен, Західна Німеччина | Ґрунт    | Хрістоф Ціпф | Ульф Фішер Ерік Єлен | 7–6, 7–5 |